# Qishn
Qishn  (arapski: قشن‎, hrvatski: Kišn) je drevni gradić na jugoistoku Jemena, udaljen oko 130 km zapadno od glavnog pokrajinskog grada Al-Ghaide u muhafazi al-Mahri, s karakterističnim kućama ravnih krovova od nepečene gline obojenijih vapnom i puno pijeska. 
U svojoj ne tako davnoj prošlosti Qishna je bila uz Hadiboh na otoku Sokotri bila jedno od sjedišta Sultanata Mahra.
Nakon rasformiranja Sultanata Mahra 1967. i izgona sultana iz Qishne, susjedni grad Al-Ghaida postao je regionalno sjedište i počeo se ubrzano razvijati te je daleko premašio svoj bivši glavni Qishn.

## Zemljopis
Qishn leži na obroncima gorja Masila, malo je udaljen od obale Indijskog oceana smješten je između dva kanjona gdje se Vadi Hadramaut probio kroz masiv Masila na svom putu do mora. Qishna nema nikakvu luku za prihvat većih brodova, obala je duga pješčana ravnica pokrivena dinama.
Preko Qishne ide obalna magistrala koja povezuje Mukkalu - Qishn- Al-Ghaidu - s Omanom.
Pored Qishna nalazi se velika pješčana plaža duga oko 6 km na kraju plaže uz obronke brda nalaze se obradiva polja s lugovima palmi datula. Taj kraj je vrlo važno stanište ptica.

## Povijest
Kraj oko Qishne je izuzetno negostoljubiv, bez vode, vrlo rijetko naseljen, to su uglavnom male plemenske grupice,  često neprijateljski nastrojene jedna prema drugoj ali i prema svakom vanjskom utjecaju. 
Formalni vladar regije bio je sultan Qishne i Sokotre, koji je krajem 19. stoljeća bio ugovorno pod britanskom zaštitom, ali njegovo sjedište bio je otok Sokotra, tako da on nije imao praktički nikakvu kontrolu nad ozemljem Mahre pa tako i Qishne.
U Qishni je vlast bila u rukama obitelji Bin Afrar iz vladarskog sultanskog klana, oni su i živjeli u Qishnu, no njihova vlast se nije protezala dalje od Qishne, ni oni nisu imali nikakav utjecaj na okolne razbacane plemenske zajednice i njihova naselja. Tako je Qishna ostala mjesto bogu iza nogu, još ne tako davne 1947. godine imala je samo 1000 stanovnika i bila je iako glavni grad sultanata, samo jako zabačeno selo.

## Gospodarstvo
Gospodarstvo Qishne i danas kao i nekoć davno ovisi najvećma o ribarstvu, prodaji ribljeg ulja i sušenih morskih pasa, manjim dijelom o stočarstvu uzgoj deva i koza, te vrlo malo o zemljoradnji na vrlo suhoj i posnoj zemlji. 
Pored Qishne u gorju Masila u novije vrijeme otpočeli su veliki istražni radovi u potrazi za naftom. Izgleda da su urodili plodom jer je kompanija Calvalley Petroleum Inc., objavila da početni rezultati na bušotini Al Roidhat-1 daju ohtrabrujuće rezultate.
Pored grada nalazi se mala zračna luka (IHN)  koja danas nije u upotrebi.